# Courrier d'Avignon

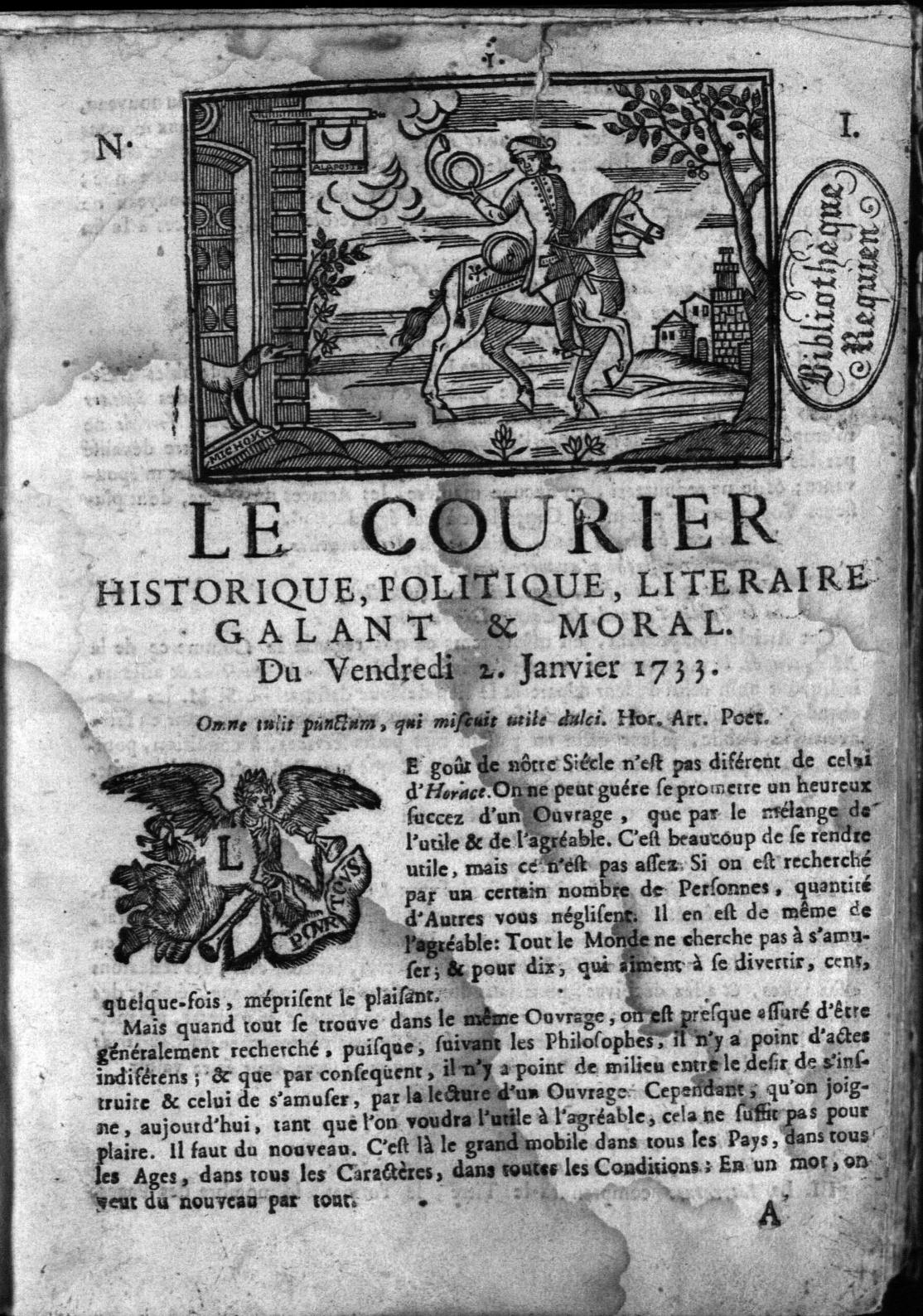
Une du premier numéro du Courrier d'Avignon, édité par François Morénas

Le Courrier d'Avignon est un journal qui a occupé une place importante dans la presse internationale de langue française du XVIIIe siècle.
Publié dans le Comtat Venaissin, qui appartenait aux États pontificaux, puis à Monaco, le journal échappait au système de contrôle de la presse en France (privilège avec autorisation préalable) tout en subissant le contrôle des autorités pontificales. 
Le Courrier d'Avignon parut de 1733 à 1793 avec deux interruptions, l'une entre juillet 1768 et août 1769 à cause de l'annexion d'Avignon à la France et l'autre entre le 30 novembre 1790 et le 24 mai 1791.

## Historique
Le journal est fondé le 2 janvier 1733 par François Morénas qui le rédige jusqu'à la fin 1742.
Le 15 juillet 1768, lors de l'occupation d'Avignon par les Français, il est supprimé. Réfugié à Monaco, il réapparaît à partir du 3 février 1769 sous le titre Le Courrier de Monaco.

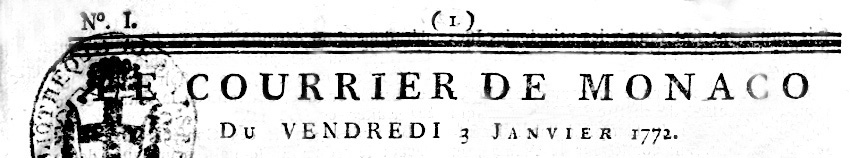
Courrier d'Avignon devenu Courrier de Monaco

Le 1er janvier 1771, il prend le nom de Courrier de Monaco.
Le journal revient à Avignon le 4 juillet 1775 sous le titre de Courrier.

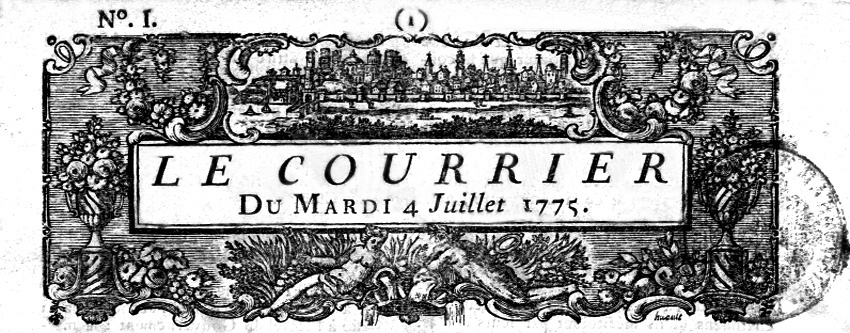
Courrier d'Avignon devenu Le Courrier
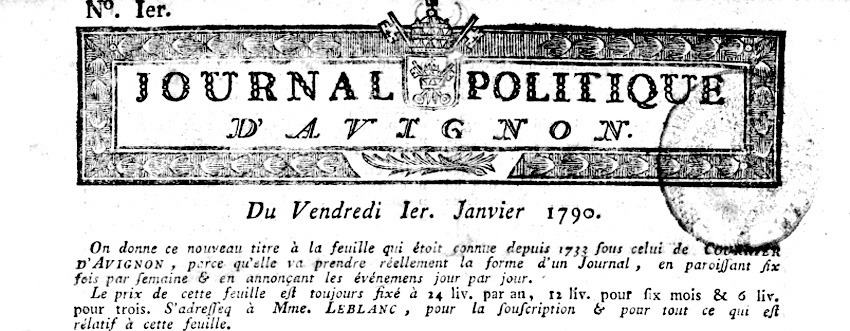
Courrier d'Avignon devenu Journal politique d'Avignon

Le 4 avril 1788, il prend le nom de Courrier d'Avignon.
Le 1er janvier 1790, il change à nouveau son nom pour Journal politique d'Avignon, sous la direction de Mlle Leblanc, directrice des postes. Le 28 février, dès le numéro 50, il quitte à nouveau son nom pour reprendre celui de Courrier d'Avignon.

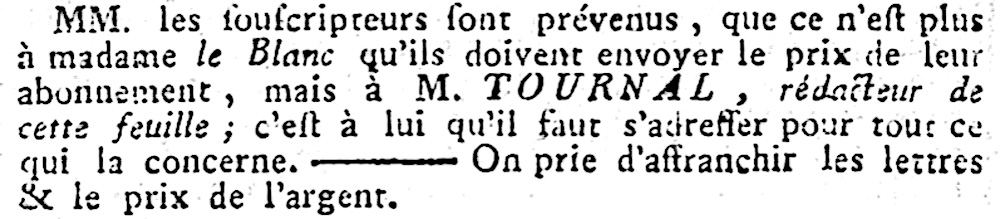
Sabin Tournal prend la direction du Courrier d'Avignon

Le 30 novembre 1790, le journal est à nouveau interrompu. C'est un arrêté municipal qui retire le journal à Mlle Leblanc pour le confier à Sabin Tournal, son rédacteur. Le journal paraît alors de manière irrégulière. Mlle Leblanc, privée de son bien, continua toutefois d'éditer des journaux tout en essayant de le récupérer.
Le 9 mai 1791, une délibération rend à Mlle Leblanc sa propriété. Le journal reprend son édition officielle le 24 mai 1791 pour finalement être supprimé et brûlé publiquement le 18 août 1792.
Sabin Tournal, quant à lui, continua d'éditer un journal, toujours de manière très irrégulière, jusqu'au 15 ventôse de l'an 2.